# Steam
Steam是Valve推出的电子游戏数字分发平台。Steam集合了多种功能，如数字版权管理（DRM）、游戏服务器匹配和反作弊系统，以及社交网络和游戏流媒体服务。Steam还为用户提供自动更新游戏、游戏存档云存储，以及包括好友列表和游戏内聊天在内的社区功能。根據CompareCamp2020年統計，Steam平台是全球最大的电脑游戏数字分发平台，佔全球50%-70%的電腦遊戲下載量。

## 背景
2003年9月， Valve将其作为一款软件客户端推出，提供自动更新游戏的功能，这一功能在2005年末扩展到了第三方游戏发行商发行的作品。
2008年， Valve发布了一个免费的应用程序接口（API），名为“Steamworks”。开发者可以利用它把Steam的功能整合到自己的产品中，包括游戏中的成就、微交易以及用户生成内容支持。Steam最初仅支持Microsoft Windows系统，后来在2010年发布了macOS版本，2012年发布了Linux版本。
2012年，首次为iOS和Android发布了访问在线Steam功能的移动应用程序。
2015年，Valve开发了配备SteamOS和Steam Controller的Steam Machine电竞电脑、用于本地游戏的Steam Link机顶盒。
2017年，Steam销售额达43亿美元，占全球PC游戏销售额的18%以上。
2019年，Steam上架了超34,000款游戏，月活跃用户超9500万。Steam的成功使Valve开始向硬件市场进军。2022年又新发布了掌机Steam Deck。

## 歷史
1997年，在《半衰期》发布之前，Valve与雪乐山工作室（Sierra）签订了一份出版合約。该合約不仅转交了出版权，还将一部分知识产权（IP）交给了雪乐山。Valve通过雪乐山发行了更多的游戏，包括《半衰期》和《反恐精英》的DLC。1999年左右，Valve开始开发《半衰期2》和新的Source引擎，也同时开始关注与雪乐山签订的有关知识产权的合約，两家公司在2001年前重新签订了一份新合約。新的合約取消了雪乐山拥有的知识产权，并交还了Valve游戏的数字分发权。
当时，Valve正在寻找更好的更新游戏的办法，因为提供可下载的多人游戏补丁，会导致大部分用户在安装补丁之前的几天内无法连接。Valve公司决定建立一个能够自动更新游戏的平台，并且实施更严格的防盗版和反作弊措施。通过2002年发布的用户调查， Valve意识到，75%以上的用户可以使用高速网络连接。而且随着高速宽带的普及，这个数字还会继续增长。而Valve也认识到通过數碼分發的渠道能更高效地为用户提供游戏更新。Valve与微软、雅虎、RealNetworks等多家公司进行了接触，希望合作开发一款具有上述功能的平台，但是均被拒绝。。
Steam的開發工作于2002年开始，計劃為代號「Grid」（網格）及「Gazelle」（羚羊）。Steam在2002年3月22日的遊戲開發者大會上首次公開亮相，并在同一天发布了测试版。為了展示Steam平台的整合性，Relic Entertainment为其游戏《不可思议的生物》設計了一特別版本。Valve公司在此計劃中曾和多個公司合作，包括AT&T、宏碁及GameSpy。第一個在Steam发布的遊戲模組（MOD）是《決勝之日》。Valve总经理加布·纽维尔宣布MOD制作组可以花费995美元获得游戏引擎授权并通过Steam发行模组。
Steam客户端的第一个测试版本于2003年1月《反恐精英 1.6》公测时发布，当时作为必须安装和使用的组件。当时，Steam的主要功能是简化在线游戏中常见的补丁过程。对于其他所有游戏，Steam是可选安装的组件。测试期间大约有8至30万名玩家测试了Steam系统。而Steam系统和网站因為數千用户同时下载《反恐精英 1.6》的更新版本而不勝負荷。2004年，世界對抗網絡系統（WON）关闭并由Steam平台取代，以前需要WON來登入連機模式的遊戲从此以后必须通过Steam联机。
2004年11月，《半衰期2》成为首款在Steam数字分发的游戏，零售版也需要安装Steam客户端才能运行。在此期间用户在游戏过程遇到诸多问题。这一决定也引发玩家对于软件所有权、软件需求以及在之前反恐精英测试时发生的服务器拥塞问题的关注。
从2005年10月起，第三方遊戲開始在Steam平台上提供给用户购买和下载，首个登陆Steam的第三方游戏是《Rag Doll Kung Fu》。同时Valve亦表示Steam由于一些自家推出的成功遊戲而獲得盈利。雖然当时數碼分發的銷售模式的售出量仍不及零售分發，但Valve及游戏開發商在Steam的盈利還是远高於零售方式。2007年，id Software、Eidos Interactive和卡普空等規模較大的遊戲開發發行商開始在Steam銷售他們的遊戲。同年五月，Steam平台上已經有1300萬個帳號被建立，共有150個遊戲在Steam上售賣。2008年，育碧、THQ、世嘉、Take-Two Interactive、动视、艺电等知名出版商都开始与该服务合作。
2007年5月，冶天科技（ATI）将Steam纳入ATI Catalyst GPU驱动，并向ATI Radeon用户提供免费的《半衰期2：消失的海岸线》和《半衰期2：死亡竞赛》的Steam拷贝。2008年1月，英伟达在英伟达GPU驱动程序中推广了Steam，并向英伟达硬件用户提供了免费的Steam版《传送门》。也有传统的零售版游戏开始强制安装Steam，例如2009年动视的《使命召唤：现代战争2》，2010年贝塞斯达软件的《辐射：新维加斯》和2011年艺电的《闇龍紀元II》。
艺电在2011年因限制性服务条款而将其部分游戏从Steam上删除，并在2012年仅在其Origin服务上推出《质量效应3》。对此纽维尔表示，“我们必须向EA表明，让EA的游戏在Steam上运行是一个明智的决定，我们要努力向他们表明这一点”。2014年，育碧游戏从Steam启动游戏后，开始需要Uplay运行。2019年，育碧因Valve不会修改其收入分享模式，未在Steam上销售其《湯姆克蘭西：全境封鎖2》，而是改为在Uplay和Epic游戏商城上销售。2019年5月，微软除了在微软商店之外，还在Steam上分销其游戏。2020年，EA开始在Steam上发布精选游戏，并在该平台上提供其订阅服务EA Play。
到2014年，Steam上的年度游戏总销售额估计约为15亿美元。到2018年，该服务的月活跃用户超过9000万。2018年，其网络提供了150亿千兆字节（GB）的数据，而2014年还不到40亿。

## 服务特性及功能

### 软件交付及维护
Steam的主要服务是允许其用户将其虚拟软件库中的游戏和其他软件作为游戏缓存文件（GCF）下载到本地计算机。最初，Valve被要求成为这些游戏的发行商，因为他们可以单独访问Steam的数据库和引擎，但是随着2008年5月Steamworks软件开发工具包（SDK）的推出，任何人都可以在Steam上发布游戏，而无需Valve的直接参与。
2009年前，大多数在Steam上发布的游戏都有传统的反盗版措施，包括分配和分发产品密钥以及支持数字版权管理（DRM）软件工具，如SecuROM或非恶意的rootkit。随着2009年3月Steamworks SDK的更新，Valve在Steamworks SDK中加入了“自定义可执行文件生成”（Custom Executable Generation，CEG）的方法，从而消除了对这些其他措施的需求。CEG技术为特定的用户创建了一个独特的、加密的游戏可执行文件副本，允许他们在多个设备上多次安装，并制作其软件的备份副本。软件被下载和安装后，用户必须通过Steam进行认证，以解密可执行文件来进行游戏。通常情况下，这是在用户的证书验证后连接到互联网时进行的，但一旦他们登录过一次Steam，用户就可以指示Steam在特殊的离线模式下启动，以便能够在没有网络连接的情况下玩他们的游戏。除了Steam的CEG以外，开发者也可以使用其他形式的DRM和Steam以外的其他认证服务；例如，部分育碧的游戏需要使用他们的Uplay游戏服务。也有游戏需要Games for Windows – Live，2014年该服务关闭后，许多游戏转而使用Steamworks CEG。
2008年9月，Valve增加了对Steam Cloud的支持，这项服务可以自动将保存的游戏和相关的自定义文件存储在Valve的服务器上；用户可以从任何运行Steam客户端的机器上访问这些数据.。用户可以在按游戏或账户禁用该功能。2022年1月，云端保存被扩展为动态云端同步，开发时拥有该功能的游戏将在游戏运行时将游戏状态同步到Steam云端，而不是等待用户退出游戏再保存。2012年5月，该服务增加了用户从包括电脑和移动设备在内远程客户端管理其游戏库的能力；如果用户的Steam客户端目前处于激活和运行状态，用户可以指示Steam通过该服务下载和安装他们拥有的游戏。通过第三方零售商销售的产品密钥也可以在Steam上兑换。对于包含Steamworks的游戏，用户可以从其他供应商处购买兑换码，并在Steam客户端中兑换，将游戏添加到他们的库中。Steam还提供了一个用于销售和分发游戏的可下载内容（DLC）的框架。
2013年9月，Steam推出了通过授权设备访问自己的库来与家人和朋友分享大多数游戏的功能。被授权的玩家可以在本地安装游戏，并与拥有者的账户分开玩。如果主要所有者不在玩，用户还可以访问他们保存的游戏和成就。当主玩家启动一个游戏，而共享账户正在使用时，共享帐户用户可以在几分钟内保存他们的进度并关闭游戏，或为他或她自己的帐户购买游戏。在2014年1月推出的家庭视图中，父母可以为他们孩子的绑定账户调整设置，限制其功能和对Steam客户端和购买的游戏的访问。
根据其可接受使用政策，当Valve反作弊（Valve's Anti-Cheat，VAC）软件确定用户在多人游戏中作弊、利用地区价格差异向他人出售帐户或交易游戏时，Valve保留阻止用户访问其游戏和Steam服务的权利。封锁此类用户最初会取消他或她的其他游戏的访问权限，导致一些拥有高价值帐户的用户因轻微违规行为而失去访问权限。Valve后来改变了它的政策，使其类似于艺电的Origin平台，被封锁的用户仍然可以访问他们的游戏，但受到严格的限制，只能在离线模式下进行游戏并且无法使用Steam社区功能。如果用户拒绝接受Steam最终用户许可协议的更改，他们也将无法访问他们的游戏和Steam帐户；最后一次更改发生在2012年8月。2015年4月，Valve开始允许开发者在steam层面禁止个别玩家访问该开发者的游戏，这使开发者可自行监管其游戏社区。

### 商城特色
Steam客户端包括一个名为Steam商店（Steam Store）的數位商城，用户可以通过它购买电脑游戏。购买游戏后，软件许可证将永久附加到用户的Steam帐户，允许他们在任何兼容设备上下载软件。在某些条件下，可以将游戏许可证授予其他帐户。内容由国际服务器网络使用专有的文件传输协议提供。截至2015年，Steam根据用户的位置以美元、加拿大元、欧元、英镑、巴西雷亚尔、俄罗斯卢布、印度尼西亚卢比及印度卢比销售其产品。2010年12月，客户端开始支援WebMoney支付系统，该系统在许多欧洲、中东和亚洲国家都很流行。2016年4月至2017年12月，Steam接受了比特币支付，但后来由于币值波动剧烈和服务费高昂而放弃了对它的支援。Steam店面会验证用户所在地区；由于发行日期、游戏分类或与发行商的协议，部分游戏可能仅限于特定地区购买。自2010年以来，Steam翻译服务（Steam Translation Server）项目在用户的帮助下已将Steam客户端、店面和部分Valve游戏翻译成28种语言。Steam还允许用户购买游戏的可下载内容（DLC），并且某些特定游戏（例如《絕地要塞2》）可以购买游戏内库存物品。2015年2月，Steam开始为第三方游戏开放类似的游戏内物品购买选项。
Valve经常与游戏开发商和发行商合作，每天和每周提供游戏折扣销售，有时针对发行商、类型或假日主题，有时还允许在折扣销售期间免费试用游戏。该网站通常在每年夏季和假日销售期间提供大量的游戏折扣，包括将这些销售游戏化以激励用户购买更多游戏。
Steam商店的用户还可以购买游戏和其他软件作为礼物赠送给其他Steam用户。2017年5月前，用户可以将购买的礼物保留在个人的库中，直到他们选择送礼为止。然而，这一功能使一些游戏出现了灰色市场，在游戏价格比其他地方低很多的国家，用户可以囤积可赠送的游戏并出售给其他国家的用户，尤其是在价格高得多的地区。2016年8月，Valve更改了其赠送政策，要求将带有VAC和游戏禁令（Game Ban）的游戏立即赠与另一名Steam用户，这也是为了打击那些绕过VAC和游戏禁令的玩家，而在2017年5月，Valve将这一政策扩展到所有游戏。如果两个不同地区之间的游戏价格有很大差异，Valve还会限制这些国家的用户间赠送礼物。
Steam商店还允许用户兑换商店产品密钥，以添加他们库中的软件。密钥由第三方供应商出售，例如Humble Bundle。Steam密钥存在灰色市场，买家可以低价购买大量Steam密钥，然后以高价将这些密钥转售给用户或其他第三方网站，从而谋润。这导致一些第三方网站，例如G2A，被卷入了这个灰色市场。Humble Bundle已经设定了获得Steam密钥必须花费的最低价格，以阻止游戏进入灰色市场。2021年6月，Valve开始限制Steam用户改变默认地区的频率，以防止用户以更低的价格购买从所属地区外购买游戏。
2013年，Steam开始接受玩家对游戏的评论。其他用户可将评论标注为有价值、无价值或欢乐，游戏的Steam商店页面上会突出被认为最有价值的评论。Steam还会汇总这些评论，使用户能够在浏览商店时根据这些反馈对产品进行分类。2016年5月，steam开始突出显示最近发布的评论，并将评论得分区分为过去30天内的评论和所有的评论，Valve表示此举是因为游戏的更新可以改变用户对游戏的印象。为了防止开发者或其他第三方代理滥用评论系统，Valve在2016年9月修改了评论系统，通过密钥激活产品（而不是直接从Steam商店购买）以及购买后退款的用户发布的评论将不再计入评论得分，但他们的评论仍然可见。2019年3月，Steam开始识别离题的评论轰炸，并将它们从评论得分中剔除。首款Steam采取此类行动的游戏是邊緣禁地系列，该系列游戏因《Borderlands 3》被宣布将成为Epic游戏商店的限时独家游戏遭到玩家负评轰炸。
2011年中期，Valve开始提供含有付费内容的免费游戏，如《全球议程》、《螺旋武士》和《冠军在线》；这一举动与Valve自家的《絕地要塞2》成为含有付费内容的免费游戏有关。Valve通过Steamworks支持免费游戏中的物品通过Steam的购买渠道进行微交易，其方式与《絕地要塞2》的游戏内商店类似。2011年12月，Valve推出Steam优惠券，可以由开发商和发行商提供给用户；用户也可以在朋友之间以类似于礼物和游戏内物品的方式交易这些优惠券。2015年5月，GameStop开始销售Steam钱包充值卡。2012年12月，Steam市场（Steam Market）作为测试版功能推出，该功能允许用户通过Steam钱包余额的向他人出售虚拟物品。Valve征收15%的交易费，使用Steam市场的游戏发行商也要支付交易费。《絕地要塞2》是首款在测试阶段支持该功能的游戏。2013年4月，Steam开始支持基于订阅的游戏，首款使用订阅服务的游戏是《暗黑破坏神之战》。
2012年10月，Steam推出了非游戏类的应用程序，销售方式通过与游戏相同。此类应用程序也可以利用Steamworks的功能，包括简化安装、自动更新以及云端保存等功能。Steam还允许购买游戏原声带，可使用Steam音乐（Steam Music）播放或与用户的其他媒体播放器集成。2020年，Valve调整了对原声带的处理方式，不再要求原声带作为DLC提供，这意味着用户可以购买未拥有的游戏的原声带，发行商也可以为不在Steam上的游戏提供原声带。
Valve公司还为发行商增加了通过该服务租赁和销售数字电影的能力，最初大多数是电子游戏纪录片。2015年9月，华纳兄弟在发布游戏《疯狂的麦克斯》时，同时在Steam上发布了该游戏改编自的同名电影。后来狮门娱乐与Valve达成协议，从2016年4月开始将一百多部故事片通过Steam租赁，数月内电影数量持续增加。2017年3月，Crunchyroll开始提供各种可通过Steam购买或租赁的日本动画。然而，到了2019年2月，Valve关闭了其店面的“视频”选项卡，只留下与游戏相关的视频。
Valve曾从所有直接在Steam上进行的销售和交易中收取30%的收入份额。2018年10月，Valve更新了他们的政策，若一款游戏的收入超过1000万美元，Valve收取的收入份额就会减少到25%，而超过5000万美元时则进一步减少到20%。有记者认为这一政策变化是为了吸引大型开发商留在Steam，而不是Origin或Uplay等其他数字店面。而这一决定也遭到了独立开发者和小型游戏开发商的抨击，因为他们的比大型开发商得到的收入更少，付出的却更多。
Steam允许开发者在任何时候提供其游戏的试玩版。Valve在2019年与傑夫·吉斯利合作，结合游戏大奖（The Game Awards，TGA）举办了为期一周的Steam游戏节（Steam Game Festival），推出大量游戏的试玩版，同时销售已经发布的游戏。此后该活动每年举行两到三次，通常与游戏博览会或颁奖活动一起举行，后来改名为Steam Next Fest。
2020年6月，Steam点数系统和店面上线。用户通过在Steam上消费获得积分，发布评论、讨论帖和用户生成内容等也有可能得到其它社区成员打赏积分。积分可以在独立的店面中兑换成用户的个人资料和聊天界面的装饰。
Steam 上新增的游戏年030006000900012,00015,00018,000200420082012201620202024Steam 新增游戏每年 Steam 上新增的游戏

### 隐私、安全及滥用
Steam的流行导致其遭到黑客攻击。2011年11月6日，Steam遭到fkn0wned网站的黑客攻击，Valve暂时关闭了Steam论坛。几天后，Valve报告说，黑客获得了进入Steam数据库的权限，该数据库包括用户的信用卡号、密码、电子邮件地址、帐单地址等个人信息。Valve表示不知道入侵者是否真的访问了这些信息或破解了加密的方法，但强制用户更改Steam论坛密码。
2011年3月，Valve在Steam客户端增加了Steam令牌功能，以防止钓鱼式攻击。据宣传，Steam令牌利用了英特尔的身份保护技术（Identity Protection Technology，IPT），该技术可用于第二代酷睿（Core）处理器和兼容主板硬件。Steam令牌使用户可将其账户锁定在特定的电脑上。一旦锁定，该账户在其他电脑上的活动必须首先得到被锁定电脑上的用户批准。第三方开发者可以通过Steamworks将Steam令牌整合到他们的应用程序中。Steam令牌还提供雙重認證和基于风险的认证，当用户从未知设备登录Steam帐户时，Steam会将一次性验证码发送到与Steam账户已验证的电子邮件地址进行认证。2015年，此功能被扩展到Steam的移动应用程序上，即Steam令牌手机验证器（Steam Guard Mobile Authenticator）。
2015年12月，Valve报告称，每月大约有77000个账户被劫持，劫持者通过交易功能清空用户的物品库存。为了提高安全性，该公司宣布将在2016年3月增加新的安全措施，用户必须启用Steam令牌至少15天才可进行交易或使用社区市场。在《反恐精英：全球攻势》的皮肤赌博风波后，Valve在2016年7月表示正在打击第三方网站利用Steam库存交易进行皮肤赌博的行为。
商业漏洞研究公司ReVuln于2012年10月发表的论文指出，Steam浏览器协议存在安全风险，用户只需在浏览器中点击恶意制作的steam://网址就可以实现恶意攻击。这是继育碧的游戏分发平台Uplay出现问题后，第二个游戏相关软件的严重漏洞。德国IT平台Heise online建议将游戏和敏感数据严格分开，例如使用一台专门用于游戏的电脑，或在同一台电脑上使用第二个Windows账户进行游戏等。
2015年7月，软件的bug导致用户可以通过使用客户端的“忘记密码”功能重置任何账户的密码。这导致一些高知名度的职业玩家和主播无法访问其账户。2015年12月，Steam的內容傳遞網路在应对DDoS攻击时被错误配置，导致包含邮件地址、购买历史等个人信息的缓存商店页面被泄漏给34000名用户。
2018年4月，Valve为Steam用户增加了新的隐私设置，用户能够将其当前的活动状态、游戏列表、好友列表、库存等设置为私密、只对好友可见或公开。该变化影响了部分第三方服务，如依靠公开数据来估计Steam的游戏销量的Steam Spy。
Valve于2018年5月在HackerOne平台上设立了Bug赏金计划，以鼓励人们报告Steam的bug。用户报告的bug会被通用漏洞评分系统（CVSS）进行评级和打分，低分漏洞能让提供者获得最多200美元，而高分漏洞的价值可达2000美元。2019年8月，一名安全研究人员曝光了Steam的Windows客户端的一个零日漏洞，该漏洞允许任何用户只用几个简单的命令就能以LocalSystem的权限运行任意代码。该漏洞被通过该程序报告给了Valve，但最初因“超出范围”而被Valve拒绝。在同一用户发现第二个漏洞后，Valve道歉并修补了这两个漏洞，并扩大了该计划的规则，以便在未来接受任何其他类似的问题。
反诽谤联盟在2020年4月发布了一份报告，称Steam社区中存在纳粹主义、白人至上主义等极端主义的仇恨性内容。

### 使用者界面及功能
玩家可以将非Steam游戏添加到他们的库中。在游戏中，玩家可以打开名为Steam Overlay游戏内的界面，以在玩游戏的同时使用部分Steam社区功能，如打开好友列表、Steam聊天以及组/游戏邀请等，此外还可使用内置的网络浏览器。2011年2月起，用户可使用该界面对正在运行的游戏进行截图并自动存储，还可在截图管理器中将其分享至Facebook、Twitter、Reddit等网站。
Steam的“大屏幕”（Big Picture）模式于2011年公布，2012年9月开始公测，2012年12月正式推出。大屏幕模式为10英尺用户界面，它优化了Steam的显示效果，使其能够在高清电视上运行，用户可使用游戏手柄或用键盘和鼠标操控在电视上运行的Steam。随着Steam Deck的推出，Valve表示，他们最终将以Steam Deck的用户界面取代大屏幕模式。
2012年，Valve公布了“Steam校园版”（Steam for Schools），为面向学校的Steam客户端。这是Valve支持课堂教学游戏化的倡议的一部分。该客户端将赠送《傳送門2》和，教师可通过类似Steam创意工坊的界面创建和分享关卡。
Steam家庭流媒体于2014年5月推出，该功能允许用户在同一家庭网络中以低延迟的方式将安装在一台电脑上的游戏流式传输到其它设备。2019年6月，Valve将这一功能更名为“远程畅玩”（Remote Play），允许用户在可能处于家庭网络之外的设备上流式传输游戏。2019年11月，经过一个月的测试，Steam增加了“远程同乐”（Remote Play Together）功能，使不同地点的用户能一同进行本地多人游戏，且无延迟问题。2021年2月，“远程同乐”功能得到了扩展，使其能够通过Steam Link应用程序邀请非Steam玩家进行游戏。

作为社交网络服务的一部分，Steam客户端允许用户使用Steam社区功能来识别朋友和加入小组。通过Steam聊天（Steam Chat）功能，用户可以与其他用户使用文字聊天和点对点VoIP，识别他们的朋友和其他小组成员正在玩的游戏，并加入和邀请朋友加入支持该功能的基于Steamworks的多人游戏。用户还可以在论坛中讨论Steam游戏。每个用户都有一个显示他或她的小组和好友、游戏库（包括获得的成就）、游戏心愿单等社交功能的页面；用户可以选择将这些信息保密。2010年1月，Valve报告说，在2500万个活跃的Steam账户中，有1000万个注册了Steam社区。Steam集换式卡牌于2013年5月推出，玩家可根据他们拥有的游戏获得该虚拟交易卡。玩家可以在Steam社区市场上与其他Steam用户交易该卡牌，并将它们合成为“徽章”，以获得游戏折扣券、表情符号等奖励，并能够定制其用户资料页面。 2010年，Steam客户端成为OpenID提供者，允许第三方网站使用Steam用户的标识，而不要求用户暴露他或她的Steam凭证。为了防止滥用，在Steam消费至少5美元之前，用户对大多数社区功能的访问受到限制。
Steamworks提供Valve的专有反作弊系统維爾福反作弊系統（Valve Anti-Cheat ，VAC）；游戏服务器会自动检测并报告在在线多人游戏中使用作弊器的用户。2012年8月，Valve在社区区域增加了新的功能，包括在游戏中心页面突出显示最佳的用户创建内容、热门论坛帖子和屏幕截图。2012年12月，增加了用户可上传游戏攻略和指南的功能。

2015年1月起，Steam客户端允许玩家在平台上玩游戏的同时向Steam朋友或公众直播。2018年Dota 2国际邀请赛期间，Valve推出了流媒体网站Steam.tv用于直播比赛，用户可与Steam好友创建群聊并一起观看比赛。它还被用于直播其他活动，如电子卡牌游戏《石器牌》的预发布比赛，以及2018年游戏大奖游戏大奖（TGA）和Steam大奖颁奖典礼。
2014年9月，Steam音乐被添加到Steam客户端，用户可通过Steam音乐播放器播放购买的原声带，以及存储在电脑上的其它音乐。2018年7月Valve大幅更新了好友和聊天系统，加入了非点对点的聊天与语音聊天等功能，使其类似于Discord。2019年5月Valve发布了基于此聊天系统的Android和iOS移动应用Steam Chat。
2019年10月，Valve对Steam的库和游戏简介页面的进行了重大视觉改造。该设计可使用户更好地管理其游戏，更加清晰地展示用户的好友正在玩的Steam游戏，以及提供更多分类游戏的自定义选项。Valve还开发了Steam活动（Steam Events）功能，使开发者可在游戏中开启活动时与用户进行交流，活动信息会出现在改进后的库和游戏资料页面上。

### 开发者功能
Valve允许开发者在游戏发行前提前创建游戏店面页面，以帮助他们在游戏发行前吸引用户。Valve会在其选定的发行日期的前两周向开发者发送一封提醒电子邮件，以鼓励开发者进入Valve的“构建审查”（build review），这是Valve在该发行日期前约一周进行的免费服务，即对游戏进行轻量级检查，以确保用户能够在发行当天下载、安装和启动游戏。
Valve向游戏和软件开发商免费提供Steamworks，Steamworks是提供开发和发布工具以利用Steam客户端功能的应用程序接口（API）。Steamworks为服务器和点对点多人游戏提供网络和玩家认证工具、匹配服务、Steam社区的好友和组的支持、Steam统计和成就、集成语音通信和Steam Cloud支持，使游戏能够与Steam客户端集成。该API还提供反作弊系统和数字版权管理。2016年，在Valve推出Steam Controller并改进Steam界面以支持众多自定义选项后，Steamworks API也进行了更新，为开发者提供了一个通用的手柄API库，并将Steam Controller的自定义功能扩展到第三方手柄，首个获得支持的手柄为DualShock 4。后来，Steam的输入API进行了更新，正式支持其他主机的手柄，如2018年开始支持任天堂Switch Pro控制器，2020年开始支持Xbox Series X/S的Xbox Wireless Controller，以及PlayStation 5的DualSense等。2020年11月，Valve表示，在过去2年中，Steam游戏的手柄使用量增加了一倍多。2019年3月，Steam的游戏服务器网络向第三方开发者开放
。
售价方面，Valve于2014年2月宣布，开发者可为其游戏自行设置临时折扣，而不用依赖于Valve统一进行的折扣活动。Valve还可能与开发者合作，建议他们参与主题日的折扣。

## 审查与封锁

### 內容審查
Steam在2015年接受成人遊戲之後，被指對視覺小說類型遊戲有更為嚴苛的審查。在Steam不接受成人遊戲的時期，《哈尼炮》和《猫娘乐园》的遊戲開發者最早以「補丁」的方式避開Steam的審查，上架含有成人內容的遊戲，這種操作獲得Steam的默認，也引起其他開發者的效仿。2017年1月，Valve首席執行官加布·紐維爾在Reddit展開「Ask Me Anything」活動，讓玩家直接向其提問，有玩家問及Steam存在“未经审核内容”的成人游戏，其中「日式視覺小說」是重災區，並建議加以管制，事後加布·紐維爾也承諾會進行管理。2018年開始，Steam開始針對日式視覺小說進行整改，相關遊戲開發者收到整改上架遊戲的警告，日式視覺小說發行商MangaGamer反應自家遊戲經常在沒有通知的情況下強制下架，部分發行商表示代理遊戲難以過審，轉移發行平台。Kotaku在2018年末統計分析了下架的遊戲，推測相關遊戲可能因為涉及兒童色情內容而下架。
2024年視覺小說《圣女不死心》在發售前一週下架Steam，官方後續在官網表示，遊戲因為不符合Steam內容要求，所以取消在Steam發佈。
2025年7月，第三方站点SteamDB记录Steam近期下架了大量“仅限成人”游戏，同时有用户发现Steam在开发者协议中“不应在 Steam 上发布的内容”一段，新增了第15条规定：“可能违反 Steam 支付处理方、相关银行卡网络与银行，或互联网服务提供商所制定的规则与标准的内容，尤其是某些仅限成人的内容类型。”媒体推测是Visa，Mastercard与PayPal联合向Steam施压，此前DLsite，Gumroad，Fanbox，Patreon等平台都迫于Visa与Mastercard的压力，无法在NSFW内容使用Visa与Mastercard发行的信用卡和PayPal支付。
同年7月19日，一家名为Collective Shout的澳大利亚非营利组织宣称对此次事件负责，该组织皆在宣扬女权运动，致力于反对电子文化中疑似存在物化，性化女性的行为，该组织还声称之后要向X，Reddit，Pornhub等平台施压以进行内容审查。
此番行为得到了社区压倒性的负面评论以及担忧，认为这是一种对购买合法产品自由的侵犯，社区在Change.org上递交了一份请愿书，截止目前已有大于154000个用户在请愿书上签署。
除Steam自我审查外，Steam在很多国家和地区受到当地政府的监管和约束，有些国家和地区的政府会要求下架Steam商店上的部分游戏，甚至封锁Steam服务。
以下是Steam在部分国家和地区曾经或目前遭受到的审查和屏蔽。

### 中国大陆
2014年10月，Steam商店的域名store.steampowered.com被防火长城短暂封锁，后来封锁解除。
2017年12月16日开始，Steam社区域名在中国大陆地区疑似遭到防火长城关键字屏蔽和DNS污染，原因未知。
2017年12月16日开始， 因疑似被防火长城封锁steamcommunity.com域名下的Steam社区内容，导致在中国大陆的用户除了商店外无法访问社區相關功能，需要修改Hosts文件或使用游戏加速器等相关工具才能绕过封锁。之后，因为升级了封锁方式，修改Hosts已无法绕过封锁。
2018年4月28日起，Steam在全球除中国大陆地区以外启用默认HTTPS链接代替之前的默认HTTP链接，此举被认为可以降低用户数据被ISP劫持分析的可能性。中国大陆地区此时只有商店采用默认HTTPS链接，社区仍然是默认HTTP链接。
2018年6月2日，Steam在中国大陆地区也采用社区默认HTTPS链接，之后防火长城也针对此提升了封锁强度，玩家仍需要使用遊戲加速器等工具才能访问社区。
2017年6月至8月，Steam的域名store.steampowered.com通过Http访问受到干扰。2019年1月,store.steampowered.com通过Http访问被封锁。
2021年12月，Steam的域名steampowered.com被发现已被中华人民共和国工业和信息化部列入“违法违规网站黑名单”。
2021年12月22日起，store.steampowered.com域名时通过Https访问受到防火长城干扰，部分访问请求超时，第三方追踪网站SteamDB表示Steam受到了类似Github的阻断，但Steam客户端本身不受影响，国内的用户目前仍然可以正常游戏。
2021年12月25日，Steam打折情报发布微博称“实际情况是商店和应用程序接口子域似乎在一些阿卡迈网际协议上经历了连接重置，类似于GitHub被封锁的情况。其他子域名（如合作伙伴网站）目前还能使用。”。
2023年2月17日，有部分大陆玩家反映，在不使用加速器以及修改hosts文件的情况下，Steam商店store.steampowered.com已经可以正常访问，但并未持续多久便重新受到访问干扰。截至目前，Steam商店仍未解封，访问时会受到间歇性阻断。

### 越南
2024年4月22日，隶属于越南信息和通信部的媒体越南网（VietNamNet）发布了一则新闻报道，声称Steam平台在越南发布了超过10万款未经政府授权的游戏，文章引用一名越南国内游戏发行商代表的话声称：“Steam正在向越南自由发布游戏，包括暴力游戏、成人游戏……但无需得到政府许可。这对（越南）国内出版商来说是不公平的。需要当局对这个跨境平台采取管理措施，否则（越南）国内游戏发行商就会消亡。”，并且文章结尾提到，“据（越南）管理机构消息称，由于（Valve）在越南没有联络点，当局正在寻找解决方案，以防止（Steam）今后向越南用户提供非法跨境服务。”
2024年5月7日，Steam商店被大多数越南主要的互联网服务提供商（ISP）屏蔽，许多越南用户报告无法访问Steam商店店面。这则2024年4月22日发布的新闻报道似乎解释了越南政府封锁Steam的原因，即越南政府以“未经许可发布游戏”为由采取了“解决方案”阻止越南用户使用Steam。

### 伊朗
由于美国对伊朗的制裁，Steam在伊朗不提供服务，伊朗用户无法通过正常渠道购买Steam游戏，Steam也曾多次将伊朗开发商的游戏下架。并且自2022年起，Steam便遭到了伊朗政府封锁，伊朗用户无法通过正常方式打开Steam。

### 印度尼西亞
2020年11月，印尼政府颁布了一条新法案，规定被分类为“私人电子系统提供者”的公司必须在政府登记，登记后，印尼政府可以获取这些网站上特定用户的数据，还可以要求这些网站删除“违法”“扰乱公共秩序”的内容。在新法案正式实施之前，印尼通信部已经向在印尼开展业务的公司提出要求，让它们在2022年7月27日前注册完毕，那些在期限之内没有完成注册的公司将在印尼全国遭到封禁。由于未能在期限内遵守该国限制性内容审核法律相关的新要求，印尼政府短暂封锁了包括Steam、Epic Games、PayPal和雅虎在内的一系列在线服务，但在Valve紧急注册后，2022年8月2日后，印尼几家网络供应商已经恢复了Steam的访问权。

### 马来西亚
2017年9月，马来西亚通讯与多媒体委员会（The Malaysian Communications and Multimedia Commission, MCMC）因采用宗教神祇为题材的《眾神之鬥》游戏有争议疑虑而短暂封锁了整个Steam商店，在Steam将这款游戏从Steam商店的马来西亚区下架后，Steam在马来西亚很快便解禁。

## 蒸汽平台
中国拥有對视频游戏和互联网使用的严格规定，但Steam用户中仍然有很大一部分来自中国。到2017年11月，超过一半的Steam用户基础都精通中文，这是因为“Dota 2”和“绝地求生”在中国的广泛流行所造成的， 一些开发商报告说，中国玩家约占其游戏玩家总数的30％。
2017年12月，中国屏蔽Steam社区，导致许多功能无法使用后， Valve和完美世界宣布将帮助提供符合中国互联网要求的经过正式批准的Steam版本。完美世界之前曾与Valve合作，以通过批准的政府程序帮助将“Dota 2”和“反恐精英：全球攻势”带入中国。

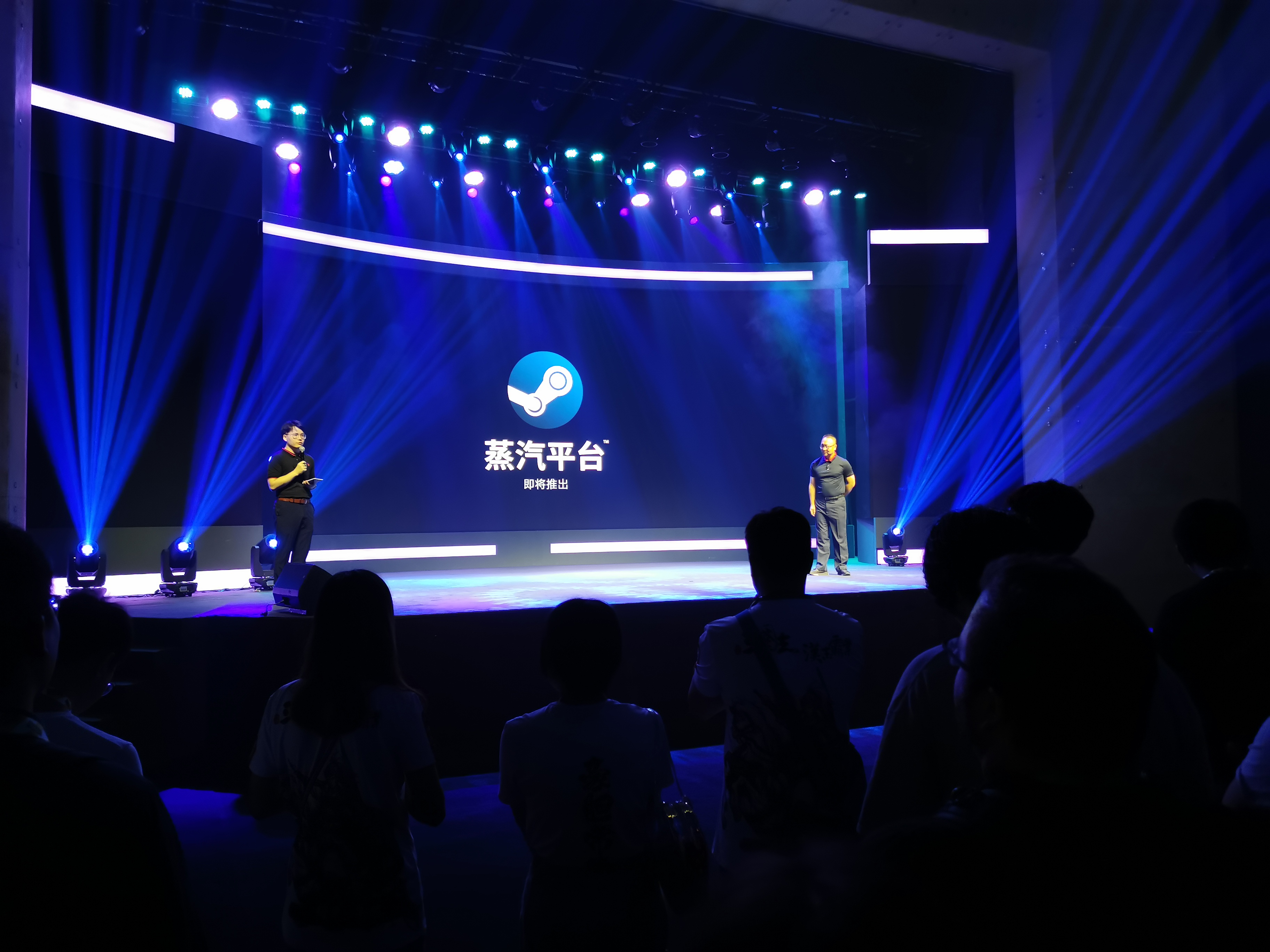
2019年8月在上海举行的蒸汽平台发布会

2019年6月，Valve與上海的遊戲公司完美世界合作开发中國大陆版Steam，並定名為「蒸汽平台」。首批在该平台上架的遊戲將有約40款，其中包含《Dota 2》、《Dota 霸業》等。据Valve的業務人員透露，現有的國際服Steam不会放弃中国大陆市场，但「特供版」还是造成了中国大陆部分用户的担心。
2021年1月，Valve官方宣布蒸汽平台将于2021年初登陆中国。2月，CSGO发布公告称蒸汽平台将于2021年2月9号开始进行测试。
中國專用的蒸汽平台落地後，将独立于Steam进行营运，且只有通过政府审查的内容才可以上架蒸汽平台。但Valve并没有计划阻止中国用户访问国际Steam平台，而是会尝试确保玩家的雲端資料在两者之间仍然可用。该客户端于2021年2月9日作为公开测试版发布，发布时提供了约40种游戏。